# Estadio Román Valero

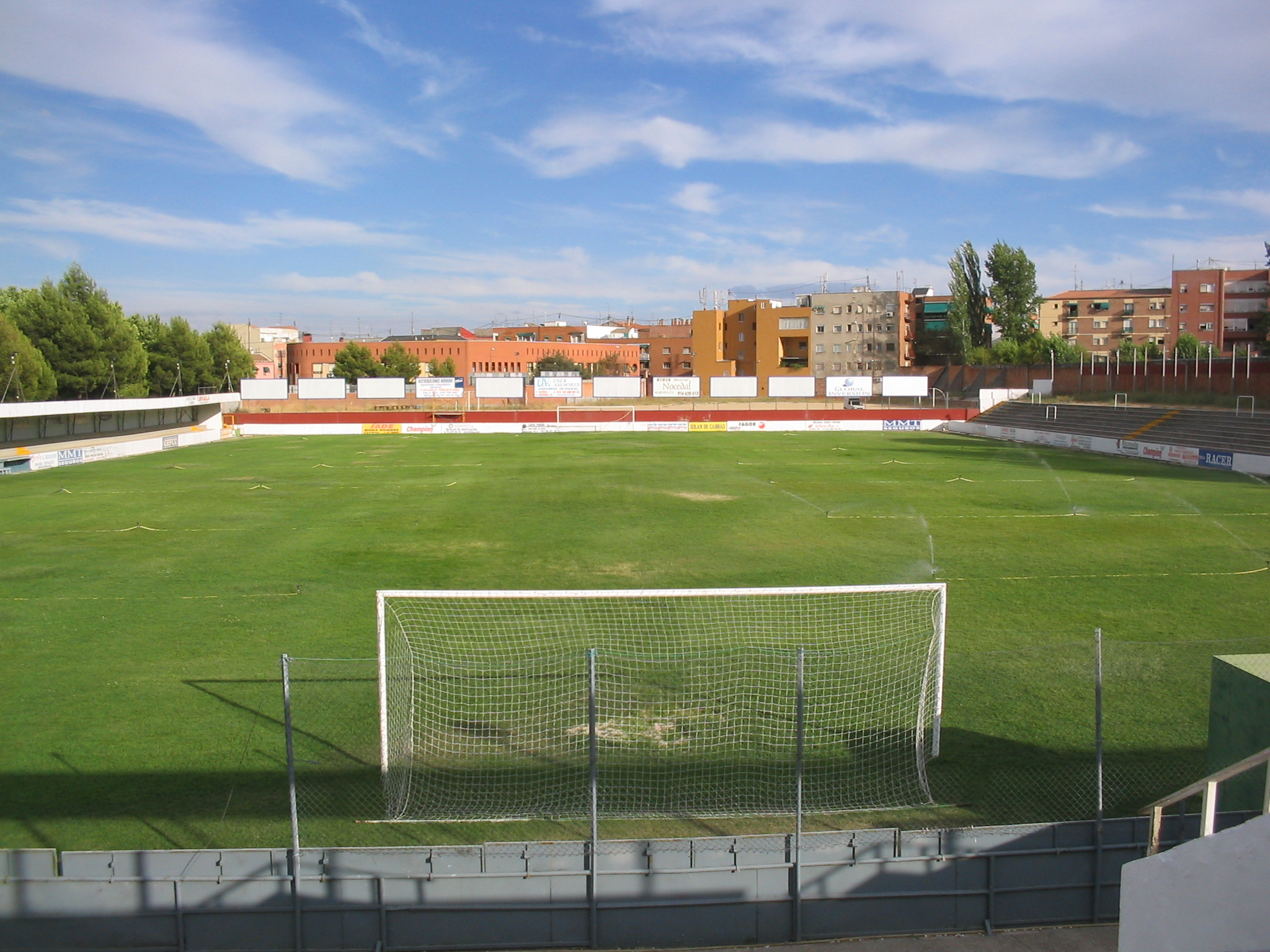

Estadio Román Valero – hiszpański stadion piłkarski położony w Madrycie. Został otwarty w 1945. Może pomieścić 15 000 widzów. Jest wykorzystywany do sportowych wydarzeń, jak również do koncertów. Wystąpili na nim m.in.: Iron Maiden, Black Sabbath, The Police, Whitesnake i Meat Loaf.